# Hemmets kokbok
Hemmets kokbok är en kokbok som utgavs av Fackskolan för huslig ekonomi i Uppsala, huvudsakligen på Norstedts förlag.
Kokboken utgavs första gången år 1903 på initiativ av Ida Norrby. Den ansågs då vara mycket modern, bland annat för att ingredienserna var noggrant angivna och tillagningsbeskrivningarna var detaljerade. Varje ny upplaga av kokboken sammanställdes av de då verksamma lärarna vid fackskolan.
Den 50:e och sista tryckta upplagan kom 1994, men kokboken lever vidare i en webbversion på Internet från Institutionen för kostvetenskap vid Uppsala universitet. Numera deltar studenterna vid institutionen i arbetet med kokboken, som ännu innehåller husmanskost men anpassad efter dagens krav.
Åren 1909–1965 användes Carl Larssons Martina med frukostbrickan som omslagsbild, och även därefter har den förekommit i boken.